# Gianni Zagatti
Gianni Zagatti, da alcune fonti indicato come Zagati (Ferrara, 10 gennaio 1936), è un ex cestista italiano.

## Carriera
Nel corso della carriera ha militato, fra le altre, nella Moto Morini Bologna. Con la Nazionale ha disputato gli Europei 1957. Vanta 10 presenze in maglia azzurra (tutte agli Europei), con 31 punti realizzati.